# Олів'є Дассо
Олів'є Дассо (фр. Olivier Dassault, 1 червня 1951 — 7 березня 2021) — французький політик і мільярдер, колишній депутат Національної асамблеї Франції.

## Ранні роки життя та освіта
Народився в Булонь-Бійянкур у сім'ї Сержа Дассо та Ніколь (уродженої Раффель), він був онуком Марселя Дассо. 1974 року Олів'є закінчив Еколь-де-ле-Ейр, ставши офіцером бойової інженерії та пілотом, а також резервістом французьких ВПС.

## Кар'єра
У червні 2002 року його було обрано депутатом в окрузі Уази від Союзу за народний рух (UMP). Переобрано 2007 року.
Нащадок родини-засновника аерокосмічної інженерної компанії Dassault Group, він мав кілька посад у сімейній компанії, зокрема, президентом Dassault Communications, президентом ради директорів французького видавництва Valmonde (колишнє сімейне майно), членом ради французької фінансової газети Journal des Finances та адміністратором дочірньої компанії Dassault Socpresse.
На момент його смерті в березні 2021 року його чистий капітал оцінювався у 7,3 млрд $.
Олів'є був магістр математики (1976), а також доктором обчислювальних технологій управління бізнесом (1980). Він мав пристрасть до фотографії та опублікував кілька книг своїх фотографій. Дассо також був композитором і музикантом, і в кінці 1970-х — на початку 1980-х брав участь у зйомках кількох фільмів.

### Рекорди швидкості
Отримавши кваліфікацію професійного пілота IFR 1975 року, він встановив низку світових рекордів швидкості:
- 1977: Від Нью-Йорка до Парижа на Dassault Falcon 50
- 1987: з Нового Орлеану до Парижа на Dassault Falcon 900 (обидва разом з Ерве Ле Прінс-Рінге)
- 1996: з Парижу до Абу-Дабі на Falcon 900 EX
- 1996: з Парижу до Сінгапуру на Falcon 900 EX (обидва спільно з Гаєм Міто-Моруадом та Патріком Експертоном)

## Смерть
Дассо загинув 7 березня 2021, коли його вертоліт Eurocopter AS350 Ecureuil розбився в муніципалітеті Тук на північному заході Франції. Йому було 69 років. Пілот, друга людина на борту, також загинув. Вертоліт зазнав аварії при зльоті з приватного майданчика, жандармерія почала розслідування щодо ненавмисного вбивства.